# Seventh Wonder
Seventh Wonder ist eine schwedische Progressive-Metal-Band, die im Jahr 2000 in Stockholm gegründet wurde.

## Geschichte
Die Band wurde im Jahr 2000 von Bassist Andreas Blomqvist, E-Gitarrist Johan Liefvendahl und Schlagzeuger Johnny Sandin gegründet, nachdem sich ihr vorheriges Bandprojekt aufgelöst hatte. Ende 2000 stieß Keyboarder Andreas Kyrt Söderin als weiteres Mitglied zur Band. Mit Seventh Wonder (2001) und Temple in the Storm (2003) nahm die Band in den Folgejahren zwei Demos auf. In den Folgejahren gab es einige Besetzungswechsel. So war Ola Halén von der Power-Metal-Band Insania zeitweise Sänger der Band.
Längstes Mitglied der Band war Andi Kravljaca (ex-Heave, Elsesphere). Mit diesem wurde auch das Debütalbum Become im Jahr 2005 veröffentlicht, nachdem die Band einen Vertrag mit dem finnischen Label Lion Music erreicht hatte. Kurz nach den Aufnahmen trennte sich die Band von Sänger Kravljaca wieder. Mit Tommy Karevik (ex-Vindictiv) fand die Band 2005 einen neuen Sänger.
Das zweite Album Waiting in the Wings wurde im Folgejahr veröffentlicht. Gemixt und gemastert wurde es von Tommy Hansen. 2007 spielten Seventh Wonder Konzerte in ganz Europa und schrieb neues Material für das nächste Album. Das dritte Album namens Mercy Falls wurde im Jahr 2008 veröffentlicht.
Nach einer weiteren Tour durch Europa veröffentlichte die Band ihr nächstes Album The Great Escape im Jahr 2010. Am 22. Juni 2012 wurde Tommy Karevik als Nachfolger von Roy Khan als Leadsänger von Kamelot bekannt gegeben. Karevik unterstützte Kamelot bereits 2011 auf der Europa-Tour als Background-Sänger. Auf den Konzerten durfte er bereits jeweils einen Titel als Leadsänger übernehmen. Karevik gab am gleichen Tag bekannt, dass er Seventh Wonder trotzdem nicht verlassen und die Band weiterhin unterstützen werde.
Am 12. Oktober 2018 erschien das Album Tiara.
Im Juni 2023 teilte Tommy Karevik mit, dass er die Band verlasse.

## Stil
Charakteristisch für die Band ist das hohe technische Spielniveau, insbesondere das des E-Basses. Die Werke sind melodisch mit klarem Gesang. Auch stilprägend sind die zahlreichen Tempowechsel in den Stücken.

## Diskografie

### Demos
- Seventh Wonder (2001, Eigenveröffentlichung)
- Temple in the Storm (2003, Eigenveröffentlichung)

### EPs
- Tiara (Acoustic) (2019, Frontiers Records)

### Alben
- Become (2005, Lion Music)
- Waiting in the Wings (2006, Lion Music)
- Mercy Falls (2008, Lion Music)
- The Great Escape (2010, Lion Music)
- Tiara (2018, Frontiers Records)
- The Testament (2022, Frontiers Records)